# 280 Filija
280 Filija (mednarodno ime 280 Philia) je asteroid v glavnem asteroidnem pasu.

## Odkritje
Asteroid je odkril avstrijski astronom Johann Palisa 29. oktobra 1888 na Dunaju .

## Lastnosti
Asteroid Filija obkroži Sonce v 5,05 letih. Njegova tirnica ima izsrednost 0,106, nagnjena pa je za 7,446° proti ekliptiki. Njegov premer je 45,69 km .